# Niżnie Widłowe Siodło
Niżnie Widłowe Siodło (słow. Nižné Vidlové sedlo, ok. 2090 m) – wąska przełączka w południowo-zachodniej grani Młynarza w słowackich Tatrach Wysokich. Znajduje się pomiędzy Widłowym Zwornikiem a Widłową Kopką.
Na południowy wschód opada z niej trawiasty żlebek z obnażonymi przez intensywne deszcze w 1997 roku płytami. Jest on orograficznie prawym odgałęzieniem Widłowego Żlebu (zwanego inaczej Żlebem pod Widłę). W kierunku północno-zachodnim opada początkowo mało stromy, piarżysty żleb, niżej przechodzący w stromy komin z zaklinowanymi blokami. Przez Niżnie Widłowe Siodło prowadzi jedna z łatwiejszych, nieznakowanych dróg na wierzchołek Młynarza.
Nazwę przełączki utworzył Władysław Cywiński.

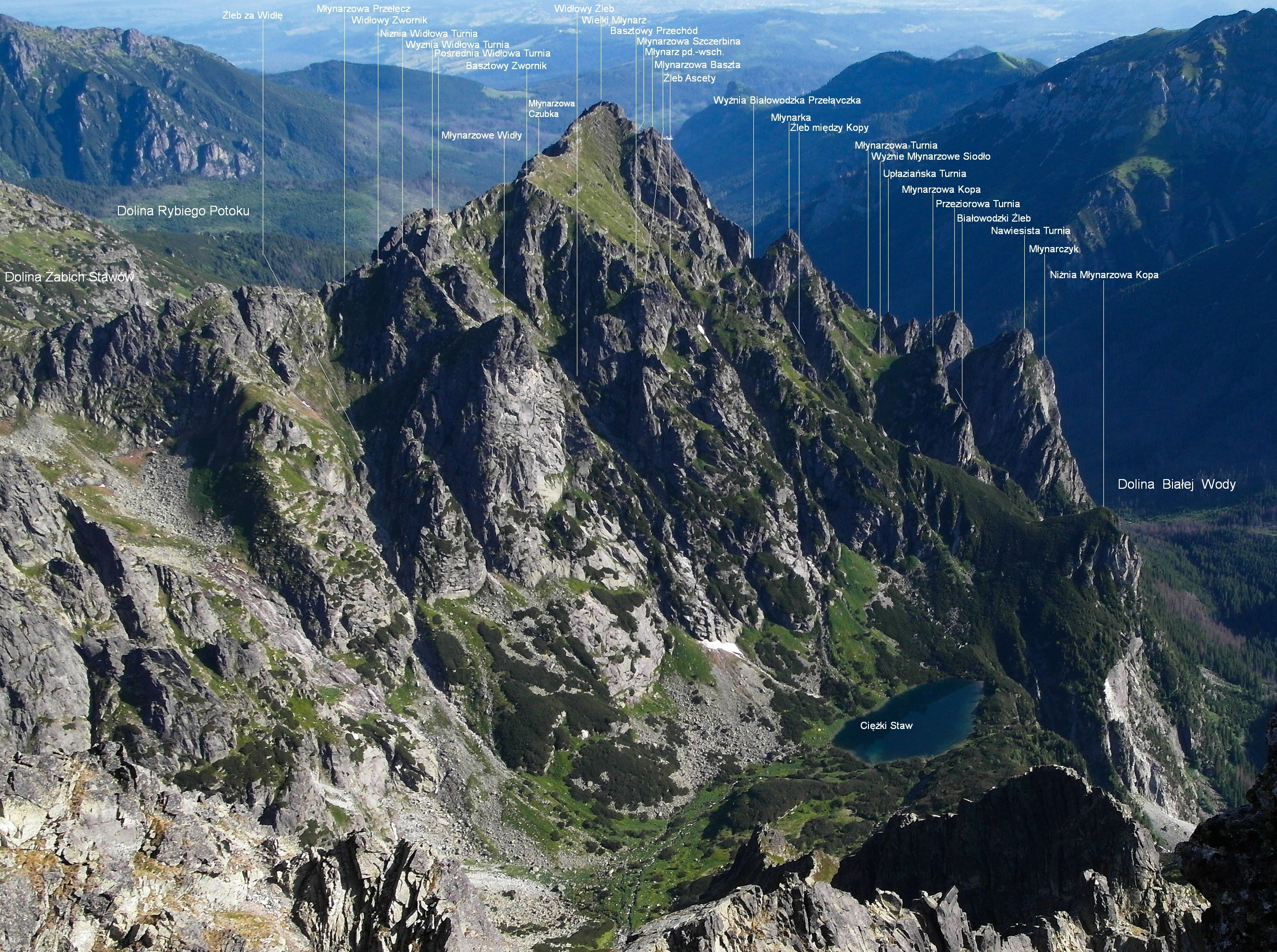
Widok z Ganku